# Río Santo Tomás (España)
El río Santo Tomás (en euskera San Tomas) es un curso de agua del norte de la península ibérica, afluente del Zadorra. Discurre por la provincia de Álava.

## Curso
El río, que discurre por la provincia española de Álava, nace en Gámiz de la unión del barranco de Arritxarri y el arroyo Arcaute. Baña después los lugares de Otazu y Arcaya —ambos, como Gámiz, en el término municipal de Vitoria—, antes de llegar a la ciudad. A la entrada a Vitoria, tiene un doble cauce desde el año 2019. Desemboca en el Zadorra.